# Pilea griffithii
Pilea griffithii är en nässelväxtart som beskrevs av Carl Ludwig von Blume. Pilea griffithii ingår i släktet pileor, och familjen nässelväxter. Inga underarter finns listade i Catalogue of Life.